# Oncidium baueri
Oncidium baueri  es una especie de orquídeas epifitas. Es nativa de la América tropical.

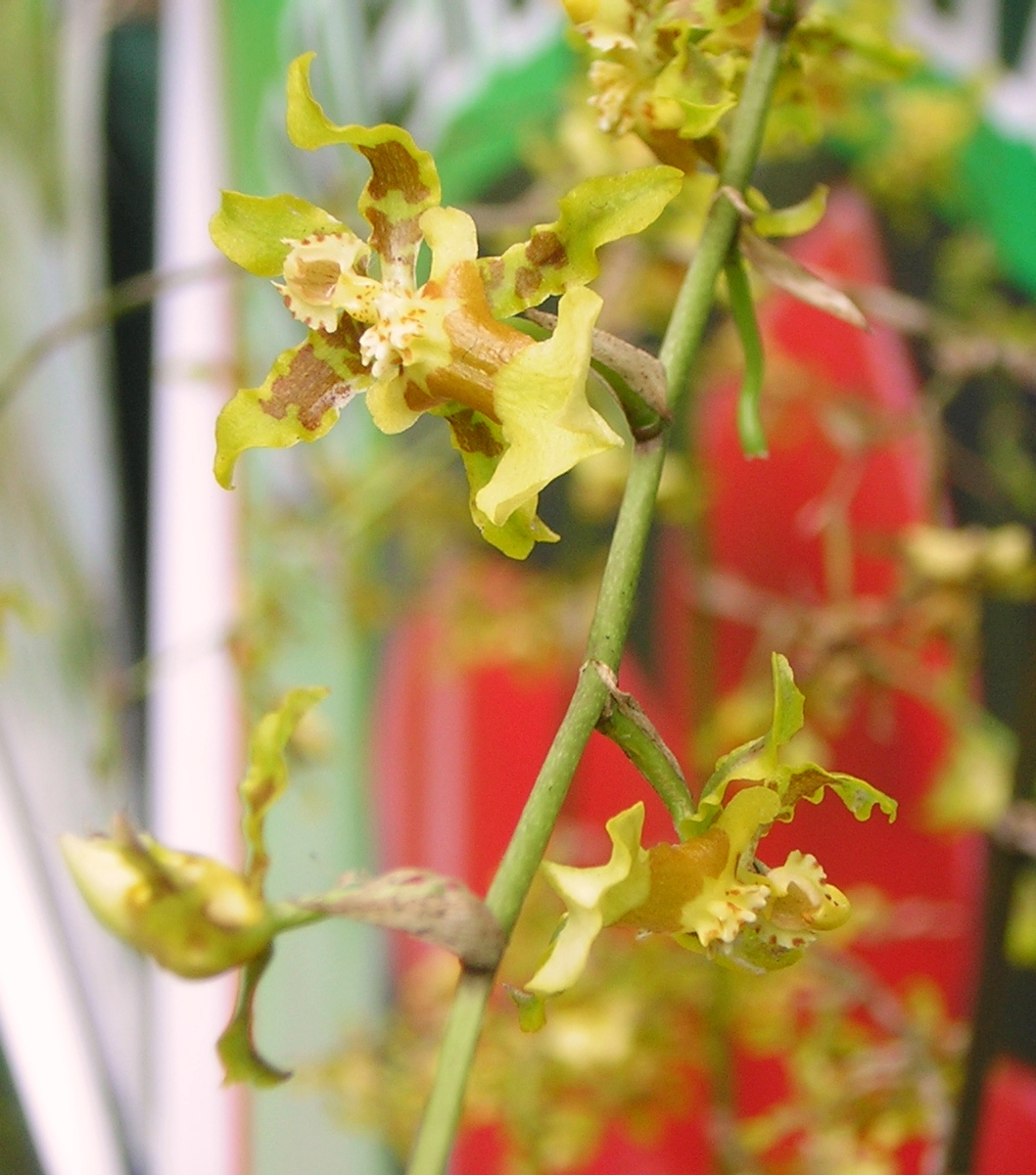
Flor

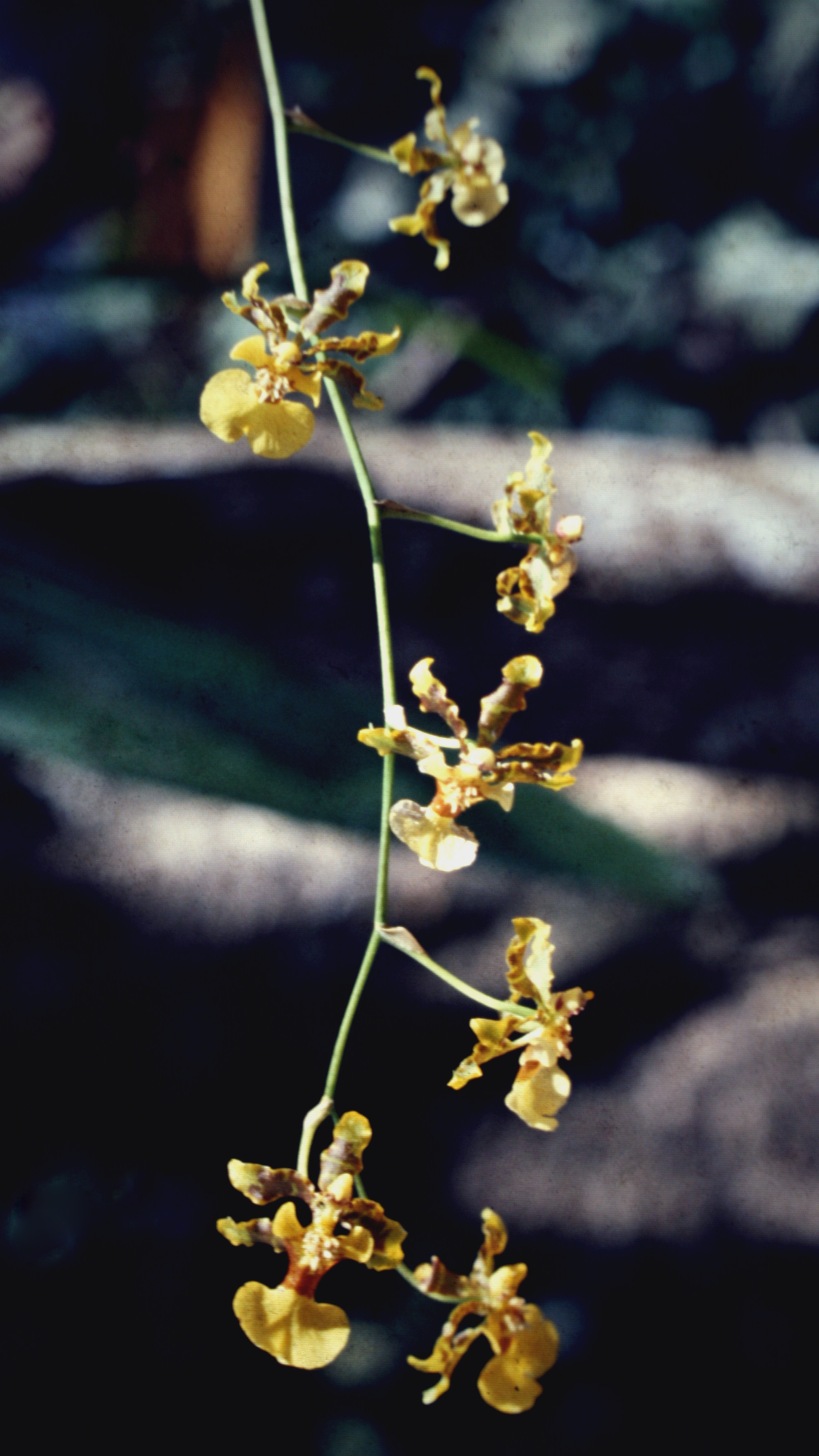
Inflorescdencia

## Descripción
Es una especie herbácea de un gran tamaño, que prefiere el clima caliente, con hábito de epífita, y con pseudobulbos envueltos por varias vainas con 2 a 3 hojas apicales, lineales, acuminadas. Produce una inflorescencia colgante, de 1,4 a 2.5 metros de largo, con 7 a 20 flores, con muchas panículas ramificadas con brácteas lanceoladas, acuminadas, papiráceas con 7 flores en cada rama que florecen en la primavera.

## Distribución y hábitat
Originaria de México específicamente Veracruz
Se encuentra desde las Islas de Sotavento, Puerto Rico, Costa Rica, Colombia, Venezuela, Guyana, Surinam, Brasil, Ecuador, Perú y Bolivia en las zonas tropicales, bosques húmedos montanos en mar a 1300 m s. n. m.

## Taxonomía
Oncidium baueri fue descrita por John Lindley y publicado en Illustrations of Orchidaceous Plants t. 7. 1833.
Etimología
Ver: Oncidium, Etimología
baueri: epíteto  otorgado en honor de Ferdinand Bauer  (Botánico y pintor austriaco de los años 1800)
Sinonimia
- Epidendrum floridum Vell. (1831)
- Oncidium altissimum Lindl. (1834)
- Oncidium kappleri Rchb.f. ex Lindl. (1855)
- Oncidium pentecostale Rchb.f. (1859)
- Oncidium peliogramma Linden & Rchb.f. (1871)
- Oncidium hebraicum Rchb.f. (1875)
- Oncidium wydleri Rchb.f. (1885)
- Oncidium bolivianum Schltr. (1912)
- Oncidium bicameratum Rchb.f. ex Kraenzl. (1922)
- Epidendrum altissimum Jacq. 1763;
- Epidendrum gigas L.C.Rich. ex Lindl. 1833;
- Oncidium guttulatum Rchb.f. ex Lindl. 1855;
- Oncidium jacquinianum Garay & Stacy 1974;
- Oncidium polycladium Rchb. f. ex Lindl. 1855;
- Oncidium scabripes Kraenzl. 1922;
- Oncidium tonduzii Schltr. 1910;[3][4]